# Caso Megaupload
El caso Megaupload fue el proceso penal llevado por el Departamento de Estado de Estados Unidos y el FBI en contra del portal web Megaupload, acusado de infracción de derechos de autor y posteriormente clausurado en enero de 2012, junto con todos los dominios asociados a Megaworld: Megavideo, Megapix, Megalive y Megabox. Su fundador Kim Dotcom fue encarcelado y en febrero de ese mismo año obtuvo la libertad bajo fianza.

## Hechos
Megaupload era un sitio de servicio de alojamiento de archivos. El mismo recibió una demanda el 5 de enero de 2012 por parte del Departamento de Estado de Estados Unidos. Los cargos por los que se le demandaron fueron: participación en una conspiración de crimen organizado, cometer infracciones de derechos de autor de forma masiva, blanqueo de dinero y dos cargos criminales de violación de la propiedad intelectual.
Además del fundador, Kim Schmitz (conocido como Kim Dotcom), fueron privados de libertad Finn Batato, director de marketing; Julius Bencko, diseñador; Sven Echternach, director de desarrollo de negocios; Mathias Ortmann, director técnico, cofundador; Andrus Nomm, programador; y Bram var del Kolk, programador.
Asimismo, se ejecutaron más de veinte intervenciones de bienes en nueve países, las que sumaron alrededor de 50 millones de dólares. Se intervinieron servidores de la compañía en Virginia, Washington, Holanda y Canadá.
La defensa aseguró que el señor Dotcom era inocente y que merecía la libertad condicional.
Según un estudio de la Universidad Bostoniana de Norteastern, más de 10 millones de archivos que albergaba Megaupload eran legales y no infringían derechos de propiedad intelectual.
Los investigadores de la universidad estimaron que la eliminación de contenidos afectó a 10,7 millones de archivos legítimos, un 4,3% del total; el 31% infringía los derechos de autor y más del 65% los estudiosos del informe no determinaron si el contenido tenía copyright o no llegaron a un acuerdo para su clasificación.

## Extradición de Dotcom
El Departamento de Justicia de Estados Unidos y el FBI solicitaron a Nueva Zelanda la extradición de Dotcom para enfrentar acusaciones de delito organizado, fraude, blanqueo de dinero y robo de derechos de autor.
En el 2012 un juzgado del distrito de Nueva Zelanda le dio a Dotcom el derecho a que Estados Unidos le informara sobre los cargos que pesan sobre él. Sin embargo, el Tribunal de Apelaciones de Nueva Zelanda falló en contra en marzo de 2013, al indicar que son los Estados Unidos quienes deben presentar las pruebas para apoyar la petición de su extradición.[cita requerida] Según los abogados de Dotcom, indicaron que el alemán fue acusado por Estados Unidos por delitos que no se tipifican en la legislación estadounidense.
"Las acciones de Estados Unidos contra Dotcom han sentado un aterrador precedente para los derechos básicos de los usuarios de internet y los innovadores de nuevas tecnologías", dijo el abogado Robert Amsterdam, autor del informe junto a Ira Rothken.
Para las autoridades estadounidenses, el portal causó 382 millones de euros en pérdidas a las industrias de música y cine, transgrediendo los derechos de autor y obteniendo 134 millones de euros en beneficios.
Por el contrario, los abogados de Dotcom indicaron que él ha sido acusado por acciones realizadas por los usuarios de la página. En este punto alegan los abogados que la ley estadounidense establece responsabilidades civiles y penales en la violación de derechos humanos, pero no incluye “responsabilidades por infracciones cometidas por terceros”.
El 6 de diciembre de 2012 el Tribunal superior de Nueva Zelanda autorizó al fundador de Megaupload a demandar a la agencia de inteligencia, al esta espiarlo durante semanas antes de su arresto, al hacerlo de manera ilegal, dado que no era de su competencia los ciudadanos neozelandeses ni los extranjeros con permiso de residencia, como era la situación del alemán.
Para mayo de 2013, la juez Helen Winkelman de Nueva Zelanda ordenó a la policía local devolver todo el material incautado al fundador de la página que no estuviera relacionado en contra de la empresa. Además la policía debía proporcionarle a Dotcom copia del material enviado al FBI para incriminarlo.
En diciembre de 2015 un tribunal neozelandés autorizó la extradición del Dotcom a Estados Unidos por piratería informática.
Ron Mansfield, abogado del alemán, indicó que se presentaría una apelación luego de esta decisión, la cual también implicaba a tres socios de la página: Mathias Ortmann, Finn Batato y Bram van der Kolk.
El juez Nevin Dawson, quien realizó la sentencia, apuntó que había indicios razonables para que los acusados respondieran ante Estados Unidos sobre los delitos relacionados con piratería informática, crimen organizado y lavado de dinero.
Sin embargo, la extradición de Dotcom y sus socios puede durar años, considerando que el fallo se dio tras cuatro años de una batalla legal desde 2012.

## Derechos de autor
La Organización Mundial de la Propiedad Intelectual (OMPI) define los derechos de autor de esta manera: 

“En la terminología jurídica, la expresión “derecho de autor” se utiliza para describir los derechos de los creadores sobre sus obras literarias y artísticas. Las obras que se prestan a la protección por derecho de autor van desde los libros, la música, la pintura, la escultura y las películas hasta los programas informáticos, las bases de datos, los anuncios publicitarios, los mapas y los dibujos técnicos”.

El autor de una obra goza de dos tipos de derechos:
- Derecho patrimonial: permite al titular de los derechos obtener compensación financiera por el uso de obras por terceros.
- Derecho moral: protegen los derechos no patrimoniales del autor.

Mayoritariamente, el titular de los derechos puede autorizar o impedir determinados usos de la obra o, en algunos casos, a recibir una remuneración por el uso de la misma. Asimismo, el titular de los derechos patrimoniales puede prohibir o autorizar: la reproducción de sus obras, interpretación o ejecución pública, grabación de la obra, radiodifusión por radio, cable o satélite, traducción a otros idiomas y adaptación de la obra.